# Prairie du Chien (village)
Pour les articles homonymes, voir Prairie du Chien.
Prairie du Chien (village) est une localité du comté de Crawford dans l'État du Wisconsin aux États-Unis, elle comptait 1 076 habitants en 2000, elle jouxte la localité de Prairie du Chien.

## Sources
- (en) Cet article est partiellement ou en totalité issu de l’article de Wikipédia en anglais intitulé « Prairie du Chien (town), Wisconsin » (voir la liste des auteurs).
- Prairie du Chien (village) sur wisconsinhistory.org